# Francis Gutmann
Pour les articles homonymes, voir Gutmann.
Francis Gutmann (Paris, 4 octobre 1930 - Paris, 25 juin 2020,) est un ancien chef d'entreprise et diplomate français.

## Carrière en entreprise
Francis Gutmann est diplômé de l'Institut d'études politiques de Paris et diplômé d’études supérieures d’économie politique, de sciences économiques, de droit romain et d’ancien droit. Il possède également le Certificat d’aptitude à la profession d’avocat.
Il rejoint le groupe Pechiney en 1957, où il évolue jusqu'à en devenir directeur et PDG de PC-Ugine Kuhlmann. En 1980, il devient administrateur directeur général de la Croix-Rouge française, qu'il quitte en 1981 pour rejoindre le Quai d'Orsay. En 1988, Francis Gutmann est nommé président de Gaz de France, puis président de l'Institut Français du Pétrole  de 1993 à 1995.
Il a été également vice-président de "Mémoire et Espoirs de la Résistance" (1995-1999). De 2012 à 2017, il est administrateur de la Fédération pour la recherche sur le cerveau.

## Carrière diplomatique
La carrière diplomatique de Francis Gutmann se déroule en deux temps, d'abord de 1951 à 1957, au sein du Quai d'Orsay. 
Après un passage par Pechiney, il revient au Quai d'Orsay en tant que secrétaire général en 1981. Il est notamment chargé de missions de crise en particulier au Moyen-Orient.  
Il reçoit l'Ambassadeur d'Union Soviétique Iouli Vorontsov le mercredi 30 mars 1983 pour lui confirmer l'expulsion notifiée deux jours plus tôt par François Scheer à Nicolaï Afanassievski, conseiller d'Ambassade Soviétique, de 47 diplomates Soviétiques pour faits d'espionnage dans le cadre de l'Affaire Farewell.
Il est élevé à la dignité d’ambassadeur de France en 1985. Il est nommé au lendemain de la signature du Traité d’adhésion de l’Espagne à la CEE, Ambassadeur à Madrid, poste qu'il occupera jusqu'à 1988. Il a été le médiateur dans le conflit des îles Hanish (1995). De 1998 à 2013, il a présidé le Conseil Scientifique de Défense. Par son mariage avec Chantal de Gaulle (1929-2017), c'est le gendre de Pierre de Gaulle et le neveu par alliance de Charles de Gaulle.
À l'occasion de l'élection présidentielle française de 2017, il fait partie des 60 diplomates qui apportent leur soutien à Emmanuel Macron.

## Polémique
Le 17 novembre 1983, l'armée française conduit un raid de représailles sur Baalbek (Liban), à la suite de l'attentat ayant frappé les parachutistes français à Beyrouth le 23 octobre 1983 (58 morts). La cible visée est la caserne Cheikh Abdallah, une position des Gardiens de la Révolution islamique et du Hezbollah dans la plaine de la Bekaa. Ce jour-là, le bombardement des Super-Etendard de la marine nationale ne touche pourtant que des casernements vides. Leurs occupants auraient été prévenus de l'imminence de l'attaque par une fuite en provenance du Quai d'Orsay. Francis Gutmann, alors Secrétaire général du Quai d'Orsay, a été mis en cause par Charles Villeneuve et Jean-Pierre Péret (Histoire secrète du terrorisme, Plon, 1987), puis par Frédéric Pons (Les Paras sacrifiés, Presses de la Cité, 1994), comme étant à l'origine de cette fuite. Il l'a toujours démenti.

## Publications
Francis Gutmann a publié de nombreux essais politiques:
- Les chemins de l'effort, Diffusion Lavauzelle, 1975, 149 p.
- Le nouveau décor international, Éditions Julliard, 15 avril 1994, 284 p. (ISBN 978-2-260-01138-5)
- Demain est un autre monde : Journal de route 1976-2006, Paris, L'Harmattan, 1er juillet 2008, 320 p. (ISBN 978-2-296-05860-6)
- Changer de politique : Une autre politique étrangère pour un monde différent, Paris, Riveneuve éditions, 20 octobre 2011, 399 p. (ISBN 978-2-36013-063-4)
- Et maintenant Monsieur le Président? : Un projet plus que des programmes, Bluffy, Editions Kawa, 9 mai 2017, 60 p. (ISBN 978-2-36778-152-5).